# ブルハトカヨサウルス
ブルハトカヨサウルス（Bruhathkayosaurus　「巨大な体のトカゲ」の意味）は白亜紀後期に現在のインドに生息していた竜脚類恐竜の属の一つである。おそらくは史上最大の恐竜である。しかし、この主張が正しいかどうかには多くの議論がある。全ての推定値はYadagiri&Ayyasami(1989)に基づいている
YadagiriおよびAyyasamiは最初この恐竜を獣脚類に分類した。このグループにはティラノサウルスが含まれ、二足歩行で多くは大型の肉食動物である。しかし、1995年以降、この化石が実際には竜脚類（おそらくはティタノサウルス類）のものであるという意見が論文以外の形で発表されるようになった。このグループは獣脚類と大きく異なり、長い首と尾を持つ四足歩行の草食動物である。2006年にDavid Krauseらによるマダガスカルの脊椎動物に関する調査の論文で初めてブルハトカヨサウルスが竜脚類として出版された。
化石が正しく記載されない限り、属の正当性や大きさの推定値は疑わしい。ブルハトカヨサウルスの化石はモンスーンによる洪水で失われている可能性があり、所在が不明である。そのため、残っている唯一の証拠は、おそらく非常に単純かつ不明瞭な骨の線画のみである。

## 発見
ブルハトカヨサウルスの化石はインド南部、タミル・ナードゥ州のティルチラーパッリ県にあるKallamedu村の北西にあるKallemedu層の白亜紀後期マーストリヒト期（約7000万年前）の地層から発見された。化石は部分骨格であり、骨盤（腸骨、坐骨）、部分的な大腿骨、脛骨、橈骨、尾椎（前後が浅く窪んだ椎体）が含まれている。これらの化石は最初、カルノサウルス類のものとして分類された。属名はサンスクリット語で「巨大」もしくは「重い」を意味するबृहत्（bṛhat）の南インド式の音訳であるbruhathと「体」を意味するकाय （kāya）と古代ギリシャ語でトカゲを意味するσαῦρος（sauros）から派生したもので「巨大な体のトカゲ」を意味する。

## 分類
ブルハトカヨサウルスの唯一種はBruhathkayosaurus matleyiである。この種はホロタイプ GSI PAL/SR/20に基づき1989年に（1987年とする情報源もある）P.Yadagiri およびK.Ayyasamiにより記載された。最初は科が不明の（アロサウルスのような）カルノサウルス類として分類された。しかし、後に竜脚類として認識されるようになった。
原記載論文では識別可能な特徴がほとんど記載されておらず、若干の化石の線画のみが添えられているだけだった。このことは実際には化石は珪化木かもしれないという憶測を生んだ。類似の例としてサウロポセイドンの最初の化石も化石化した木の幹だと考えられていたことがあった。

## 大きさの推定
記載論文に拠ればブルハトカヨサウルスの脛骨は長さ2 mである。これは1.55 mであるアルゼンチノサウルスの脛骨よりも29%長い。大腿骨の断片も同じく巨大で、遠位端までが75 cmあり、56cmであるAntarctosaurus giganteusの大腿骨より33%大きい。
全長の推定値についての論文は出ていないが、インターネット上に推定値を発表している研究者もいる。Mickey Mortimerによる初期の推定ではブルハトカヨサウルスの全長は45-50 m、体重230-250 tであった。しかし、Mortimerは後に推定しなおして体長48-55 mとし、体重の推定法は古く、不正確だとして体重の新たな推定値は発表しなかった。2008年5月に古生物学者Matt WedelはブログSauropod Vertebra Picture of the Weekにて、アルゼンチノサウルスとの比較によりブルハトカヨサウルスの体重を269 tと計算している。
比較としてティタノサウルス類のアルゼンチノサウルスは体長35 m、体重80-100 tと推定されている。また別の巨大なティタノサウルス類であるパラリティタン（Paralititan）ではおそらく体長32 m、体重65-80 tであった。これらの竜脚類は皆、部分的もしくは断片的な化石しか知られておらず、推定は不確かである。体長の推定は発見されている化石をより完全な化石が発見されている近縁種の同じ骨との比例計算したものである。しかし、こういった推定は経験に基づくものの域を出るものではなく、特に尾の長さについては判断が難しい。軟組織の情報を提供する化石はほとんどなく、体重の推定はさらに難しい。加えて等長スケールは体の各部の比率が同じであることに基づいているが、これは必然性がない。特に、ティタノサウルス類では比較的完全な化石の数が限られており、比率はよく分かっていない。
もしブルハトカヨサウルスの大きさの推定が正確だとすると、この大きさに達する動物は他にシロナガスクジラしかいない。成熟したシロナガスクジラでは体長30 mで、ブルハトカヨサウルスより若干短いものの、最大記録では体重176 tに達し、おそらくブルハトカヨサウルスより重い。
恐竜の中ではブルハトカヨサウルス以上の大きさの別の標本は情報が乏しい。エドワード・ドリンカー・コープが発見したAmphicoelias fragillimusはブルハトカヨサウルスより長く、体長56 m-62 mに達したが、ほっそりとしたディプロドクス科の種であり、体重は120 tしかなかったと推定される。しかし、こちらも発見された唯一の標本（巨大な椎骨の一部とされるもの）は輸送中のトラブルで失われており、標本の記述と図版が残されているのみであり、やはり疑わしい存在である。

## 参照
1. 1 2  Yadagiri, P. and Ayyasami, K. (1989). "A carnosaurian dinosaur from the Kallamedu Formation (Maestrichtian horizon), Tamilnadu." In M.V.A. Sastry, V.V. Sastry, C.G.K. Ramanujam, H.M. Kapoor, B.R. Jagannatha Rao, P.P. Satsangi, and U.B. Mathur (eds.), Symposium on Three Decades of Development in Palaeontology and Stratigraphy in India. Volume 1. Precambrian to Mesozoic. Geological Society of India Special Publication, 11(1): 523-528.
2. ↑  Krause, D.W., O'Connor, P.M., Curry Rogers, K., Sampson, S.D., Buckley, G.A., and Rogers, R.R. (2006). "Late Cretaceous terrestrial vertebrates from Madagascar: Implications for Latin American biogeography." Annals of the Missouri Botanical Garden, 93(2): 178-208.
3. ↑  Schneiderman, P. (1994). "Report on the initial description". Dinosaur Mailing List
4. 1 2  Mortimer, M. (2001), "Re: Bruhathkayosaurus", discussion group, The Dinosaur Mailing List, 19 June 2001. Accessed 23 May 2008.
5. 1 2 3 4  Mortimer, M. (2004), "Re: Largest Dinosaurs", discussion group, The Dinosaur Mailing List, 7 September 2004. Accessed 23 May 2008.
6. ↑  Mortimer, M. (2001), "Titanosaurs too large?", discussion group, The Dinosaur Mailing List, 12 September 2001. Accessed 23 May 2008.
7. ↑  Wedel, M. "SV-POW! showdown: sauropods vs whales." [Weblog entry.] Sauropod Vertebra Picture of the Week. 20 May 2008. Accessed 23 May 2008.
8. ↑  Smith, J.B.; Lamanna, M.C.; Lacovara, K.J.; Dodson, P.; Smith, J.R.; Poole, J.C.; Giegengack, R.; and Attia, Y. (2001). “A giant sauropod dinosaur from an Upper Cretaceous mangrove deposit in Egypt”. Science 292 (5522):  1704–1706. doi:10.1126/science.1060561. PMID 11387472.
9. ↑  J. Calambokidis and G. Steiger (1998). Blue Whales. Voyageur Press. ISBN 0-89658-338-4
10. ↑  “What is the biggest animal ever to exist on Earth?”.   How Stuff Works. 2007年5月29日閲覧。
11. ↑  Carpenter, K. (2006). "Biggest of the big: a critical re-evaluation of the mega-sauropod Amphicoelias fragillimus." In Foster, J.R. and Lucas, S.G., eds., 2006, Paleontology and Geology of the Upper Jurassic Morrison Formation. New Mexico Museum of Natural History and Science Bulletin 36: 131–138.